# Seznam dílů seriálu Zóna soumraku
Toto je seznam dílů seriálu Zóna soumraku. Americký dramatický seriál Zóna soumraku byl premiérově vysílán v letech 2002–2003 na stanici UPN, celkem vzniklo v jedné řadě 44 dílů.

## Přehled řad
| Řada | Díly | Premiéra v USA | Premiéra v USA  | Premiéra v ČR | Premiéra v ČR   |
| Řada | Díly | První díl      | Poslední díl    | První díl     | Poslední díl    |
| ---- | ---- | -------------- | --------------- | ------------- | --------------- |
| 1    | 44   | 18. září 2002  | 21. května 2003 | 9. října 2005 | 26. března 2006 |

## Seznam dílů
Česká premiéra seriálu byla vysílána kolem druhé hodiny ranní, v seznamu je datum české premiéry uvedeno podle televizního dne, tj. hodiny 00.00–06.00 se počítají k předchozímu kalendářnímu dni.
| Č. v seriálu | Původní název                         | Český název                   | Režie                | Scénář                                                                 | Premiéra v USA     | Premiéra v ČR      |
| ------------ | ------------------------------------- | ----------------------------- | -------------------- | ---------------------------------------------------------------------- | ------------------ | ------------------ |
| 1            | Evergreen                             | Osada Evergreen               | Allan Kroeker        | Jill Blotevogel                                                        | 18. září 2002      | 9. října 2005      |
| 2            | One Night at Mercy                    | Smrt                          | Peter O'Fallon       | Christopher Mack                                                       | 18. září 2002      | 9. října 2005      |
| 3            | Shades of Guilt                       | Svědomí                       | Perry Lang           | Ira Steven Behr                                                        | 25. září 2002      | 16. října 2005     |
| 4            | Dream Lover                           | Milenci ze snu                | Peter O'Fallon       | Frederick Rappaport                                                    | 25. září 2002      | 16. října 2005     |
| 5            | Cradle of Darkness                    | Kolébka temnoty               | Jean de Segonzac     | Kamran Pasha                                                           | 2. října 2002      | 23. října 2005     |
| 6            | Night Route                           | Noční linka                   | Jean de Segonzac     | Jill Blotevogel                                                        | 2. října 2002      | 23. října 2005     |
| 7            | Time Lapse                            | Výpadky                       | John T. Kretchmer    | James Crocker                                                          | 9. října 2002      | 30. října 2005     |
| 8            | Dead Man's Eyes                       | Oči mrtvého                   | Jerry Levine         | Frederick Rappaport                                                    | 9. října 2002      | 30. října 2005     |
| 9            | The Pool Guy                          | Smyčka                        | Paul Shapiro         | Hans Beimler                                                           | 16. října 2002     | 6. listopadu 2005  |
| 10           | Azoth the Avenger Is a Friend of Mine | Rodina                        | Brad Turner          | Brent V. Friedman                                                      | 16. října 2002     | 6. listopadu 2005  |
| 11–12        | The Lineman                           | Opravář                       | Jonathan Frakes      | Pen Densham                                                            | 23. října 2002     | 13. listopadu 2005 |
| 13           | Harsh Mistress                        | Krutá milenka                 | Brad Turner          | Bradley Thompson a David Weddle                                        | 30. října 2002     | 20. listopadu 2005 |
| 14           | Upgrade                               | Nová verze                    | Joe Chappelle        | Robert Hewitt Wolfe                                                    | 30. října 2002     | 20. listopadu 2005 |
| 15           | To Protect and Serve                  | Chraň a služ                  | Joe Chappelle        | Kamran Pasha                                                           | 6. listopadu 2002  | 27. listopadu 2005 |
| 16           | Chosen                                | Vyvolený                      | Winrich Kolbe        | Ira Steven Behr                                                        | 6. listopadu 2002  | 27. listopadu 2005 |
| 17           | Sensuous Cindy                        | Smyslná Cindy                 | John T. Kretchmer    | James Crocker                                                          | 13. listopadu 2002 | 4. prosince 2005   |
| 18           | Hunted                                | Lov                           | Patrick Norris       | Christopher Mack                                                       | 13. listopadu 2002 | 4. prosince 2005   |
| 19           | Mr. Motivation                        | Motivace                      | Deran Sarafian       | námět: Steven Aspis scénář: Brent V. Friedman                          | 20. listopadu 2002 | 11. prosince 2005  |
| 20           | Sanctuary                             | Ztracený ráj                  | Patrick Norris       | James Crocker                                                          | 20. listopadu 2002 | 18. prosince 2005  |
| 21           | Future Trade                          | Agentura Budoucnost           | Bob Balaban          | Clyde Hayes                                                            | 27. listopadu 2002 | 18. prosince 2005  |
| 22           | Found and Lost                        | Nalezený a ztracený           | Vern Gillum          | námět: Bill Mumy scénář: Frederick Rappaport                           | 27. listopadu 2002 | 8. ledna 2006      |
| 23           | Gabe's Story                          | Gabeův příběh                 | Allan Kroeker        | Dusty Kay                                                              | 11. prosince 2002  | 8. ledna 2006      |
| 24           | Last Lap                              | Poslední okruh                | Brad Turner          | Rob Hedden                                                             | 11. prosince 2002  | 15. ledna 2006     |
| 25           | The Path                              | Cesta                         | Jerry Levine         | James Crocker                                                          | 8. ledna 2003      | 15. ledna 2006     |
| 26           | Fair Warning                          | Varování                      | John T. Kretchmer    | David Weddle a Bradley Thompson                                        | 8. ledna 2003      | 22. ledna 2006     |
| 27           | Another Life                          | Paralelní život               | Risa Bramon Garcia   | Amir Mann a Brent V. Friedman                                          | 5. února 2003      | 22. ledna 2006     |
| 28           | Rewind                                | Výhra                         | Kevin Bray           | James Crocker                                                          | 5. února 2003      | 29. ledna 2006     |
| 29           | Tagged                                | Značka                        | James Head           | námět: Charles Largent scénář: Michael Angeli                          | 12. února 2003     | 29. ledna 2006     |
| 30           | Into the Light                        | Do světla                     | Lou Diamond Phillips | Moira Kirland Dekker                                                   | 12. února 2003     | 5. února 2006      |
| 31           | It's Still a Good Life                | Ještě pořád je to dobrý život | Allan Kroeker        | Ira Steven Behr                                                        | 19. února 2003     | 5. února 2006      |
| 32           | The Monsters Are on Maple Street      | Vetřelci v Maple Street       | Debbie Allen         | námět: Rod Serling scénář: Erin Maher a Kay Reindl                     | 19. února 2003     | 12. února 2006     |
| 33           | Memphis                               | Druhá šance                   | Eriq La Salle        | Eriq La Salle                                                          | 26. února 2003     | 12. února 2006     |
| 34           | How Much Do You Love Your Kid?        | Únos                          | Allison Liddi-Brown  | Michael Angeli                                                         | 26. února 2003     | 19. února 2006     |
| 35           | The Placebo Effect                    | Hypochondr                    | Jerry Levine         | námět: Rebecca Swanson scénář: Brent V. Friedman                       | 2. dubna 2003      | 19. února 2006     |
| 36           | Cold Fusion                           | Blíženec                      | Eli Richbourg        | Ashley Edward Miller a Zack Stentz                                     | 2. dubna 2003      | 26. února 2006     |
| 37           | The Pharaoh's Curse                   | Proměna                       | Bob Balaban          | Stephen Beck                                                           | 23. dubna 2003     | 26. února 2006     |
| 38           | The Collection                        | Sbírka                        | John T. Kretchmer    | Erin Maher a Kay Reindl                                                | 23. dubna 2003     | 3. března 2006     |
| 39           | Eye of the Beholder                   | Otázka vkusu                  | David R. Ellis       | Rod Serling                                                            | 30. dubna 2003     | 3. března 2006     |
| 40           | Developing                            | Dům na útesu                  | Allison Liddi-Brown  | Moira Kirland Dekker                                                   | 30. dubna 2003     | 12. března 2006    |
| 41           | The Executions of Grady Finch         | Anděl strážný                 | John Peter Kousakis  | námět: Frederick Rappaport scénář: Ira Steven Behr a Brent V. Friedman | 7. května 2003     | 12. března 2006    |
| 42           | Homecoming                            | Návrat domů                   | Risa Bramon Garcia   | námět: Bradley Thompson a David Weddle scénář: Michael Angeli          | 7. května 2003     | 19. března 2006    |
| 43           | Sunrise                               | Tma                           | Tim Matheson         | námět: Katrina Cabrera Ortega scénář: Frederick Rappaport              | 21. května 2003    | 19. března 2006    |
| 44           | Burned                                | Žhář                          | John T. Kretchmer    | Seth Weisburst a Daniel Wolowicz                                       | 21. května 2003    | 26. března 2006    |